# Mind Game
Mind Game (マインド・ゲーム, Maindo Gēmu) és una pel·lícula d’animació per a adults japonesa experimental de comèdia dramàtica del 2004 basada en el manga homònim de Robin Nishi. Va ser planificada, produïda i animada principalment per Studio 4°C, i adaptat i dirigit per Masaaki Yuasa en el seu debut com a director, amb la direcció d'animació en cap i full de model de Yūichirō Sueyoshi, direcció d'art de Tōru Hishiyama i treball de base i direcció d'animació de Masahiko Kubo.
És inusual entre les característiques diferents de les pel·lícules d'antologia utilitzar una sèrie d'estils visuals dispars per explicar una història contínua. Com va comentar Yuasa en una entrevista al Japan Times, "En lloc de dir-ho seriosament i sincerament, vaig buscar un aspecte una mica salvatge i irregular. Crec que els fans de l'animació japonesa d'avui no necessàriament exigeixen alguna cosa tan polida. Pots llançar-los diferents estils i encara poden gaudir-ne habitualment."
La pel·lícula va rebre un públic de culte i va ser ben rebuda, guanyant diversos premis a tot el món, i ha estat elogiada pels director Satoshi Kon i Bill Plympton.

## Argument
Nishi és un ni-ni de 20 anys d'Osaka amb somnis de convertir-se en un artista del còmic. Una nit, es troba amb el seu amor de la infància, Myon, al metro. Ella el porta al restaurant yakitori de la seva família, on li presenta al seu pare, la seva germana gran Yan i el seu promès Ryo. Dos yakuza, l'Atsu i un yakuza sènior a qui Atsu anomena Aniki (literalment 'germà', un terme utilitzat pels yakuza per referir-se l'un a l'altre), entren a buscar el pare de Myon, que aparentment havia seduït i robat la xicota d'Atsu.
Mentre l'Atsu amenaça a Myon a punta de pistola, Ryo salta a la seva defensa, però l'Atsu el deixa inconscient. Aleshores, Atsu es prepara per violar a Myon, que clama per Nishi. L'Atsu es gira a un Nishi aterrit, col·locant la seva pistola contra l'anus d'en Nishi i dispara quan Nishi finalment aconsegueix el coratge de cridar una amenaça, matant-lo a l'instant. El yakuza sènior, ofès per la falta de control d'Atsu, li dispara mortalment.
Nishi és condemnat a un llimb on es veu obligat a veure la seva mort una vegada i una altra. Aleshores es troba amb Kami-sama (Déu), un ésser la imatge física del qual canvia cada fracció de segon. Kami-sama colpeja i insulta en Nishi, dient que l'ha creat per caprici per al seu propi entreteniment. Aleshores dirigeix Nishi cap a un portal vermell on desapareixerà, però en l'últim moment, Nishi declara que vol tornar a la vida, i corre cap al portal blau oposat. Kami-sama, impressionat per la gran voluntat de viure d'en Nishi, el deixa escapar.
Nishi torna al moment just abans que l'Atsu apretés el gallet. Aquesta vegada, Nishi agafa l'arma d'Atsu amb les natges i li dispara fatalment. Ell, Yan i Myon s'allunyen al cotxe de la yakuza, deixant enrere el pare i en Ryo (encara inconscient). Els yakuza els segueixen, amenaçant-los amb incriminar-los per robatori a mà armada i assassinat. El cap fa que els seus homes condueixin el trio a un carreró sense sortida en un pont, però en Nishi fa que el cotxe fora del pont i una balena enorme els engoleix.
Dins de la balena, coneixen un vell, que revela que és un antic yakuza que fa més de 30 anys que viu dins de la balena. Els ensenya l'elaborada casa suspesa que ha construït sobre el "mar" al ventre de la balena. Quan els intents de Nishi per escapar fracassen, el trio es resigna a viure dins de la balena. Yan practica la dansa i l'art, Myon practica la natació (un somni al qual va renunciar després d'arribar a la pubertat), Nishi practica l'escriptura i el dibuix de manga, i ell i Myon finalment es tornen sexualment íntims.
Quan el nivell de l'aigua dins de la balena comença a pujar, el vell explica que és probable que la balena estigui morint. Elaboren un pla per fer un vaixell a motor amb recanvis i combustible del cotxe on van arribar. El dia abans del partit final de la Copa del Món, la balena torna a Osaka i tots quatre aconsegueixen escapar.
Mentre els quatre volen per l'aire, la pel·lícula torna a la seva primera escena de Myon corrent de la yakuza, només que aquesta vegada la seva cama no queda atrapada a la porta del tren i la yakuza es queda enrere a l'andana. A continuació, un llarg muntatge, semblant al dels crèdits inicials, mostra les històries dels diferents personatges. La frase "This Story Has Never Ended" apareix abans dels crèdits.

## Repartiment
Repartiment de veu
- Koji Imada com a Nishi
- Sayaka Maeda com Myon
- Takashi Fujii com a vell (jiisan)
- Seiko Takuma com a Yan
- Tomomitsu Yamaguchi com a Ryō
- Toshio Sakata com el pare de Myon i Yan ("Myon to Yan no chichi")
- Jōji Shimaki com a Yakuza Boss (yakuza no bosu)
- Ken'ichi Chūjō com a Atsu (yakuza)
- Rintarō Nishi com a yakuza sènior (Aniki. lit. "germà". Terme utilitzat pels yakuza per referir-se entre ells).

Altra tripulació
- Kōji Morimoto – director d'animació
- Shinichirō Watanabe - productor musical

Empreses productores
- Estudi 4°C
- Asmik Ace Entertainment
- Més enllà de C
- Rentrack Japan Co. Ltd.

Altres empreses
- Gainax – animació
- Producció I.G – animació

## Producció
La música de la pel·lícula, produïda per Shinichirō Watanabe, així com la partitura de Seiichi Yamamoto inclou una cançó de Fayray i piano interpretat per Yōko Kanno.

## Llançament
L'estrena en DVD japonès de la pel·lícula inclou subtítols en anglès a la pròpia funció. El 2008, Madman Entertainment a Austràlia va llançar la pel·lícula en DVD de la Regió 4. Segons el director de Tekkonkinkreet Michael Arias, es va considerar l'estrena de la pel·lícula en DVD Regió 1, però va fracassar. El 2017, GKIDS va anunciar que tenien llicència per a la pel·lícula, que es va emetre a VRV Select. el 29 de desembre d'aquell any, seguit d'una presentació limitada al febrer de 2018 i un llançament de vídeo casolà el 28 d'agost d'aquell any. El dia d'enganyar del 2018, la pel·lícula es va emetre al bloc Toonami d’Adult Swim amb àudio japonès i subtítols en anglès.

## Recepció
La pel·lícula té una puntuació del 100% a Rotten Tomatoes, basada en 12 ressenyes. Els guardons de la pel·lícula inclouen el Premi Ōfuji Noburō als Premis de Cinema Mainichi de 2005 i el Gran Premi de la Divisió d'Animació al Japan Media Arts Festival el 2004, superant al nominat El castell ambulant. Fora del Japó, la pel·lícula es va estrenar internacionalment a el Festival de Cinema Asiàtic de Nova York el juny de 2005.Possiblement va tenir el seu major èxit al FanTasia al Canadà el juliol de 2005, on va guanyar moltes pel·lícules d’imatge real els tres premis del jurat del festival als quals es va classificar: Millor pel·lícula, Millor director (empat amb Gen Sekiguchi per Survive Style 5+) i Millor guió. També va rebre un premi especial addicional per a "Assoliment visual", a més d'haver ocupat el primer (Premi d'Or) al premi del públic a la millor pel·lícula d'animació i el segon (Plata) darrere de Survive Style 5+, a la pel·lícula més innovadora.